# Conus anceps
Conus anceps é uma espécie de gastrópode do gênero Conus, pertencente à família Conidae.